# St-Adelphe

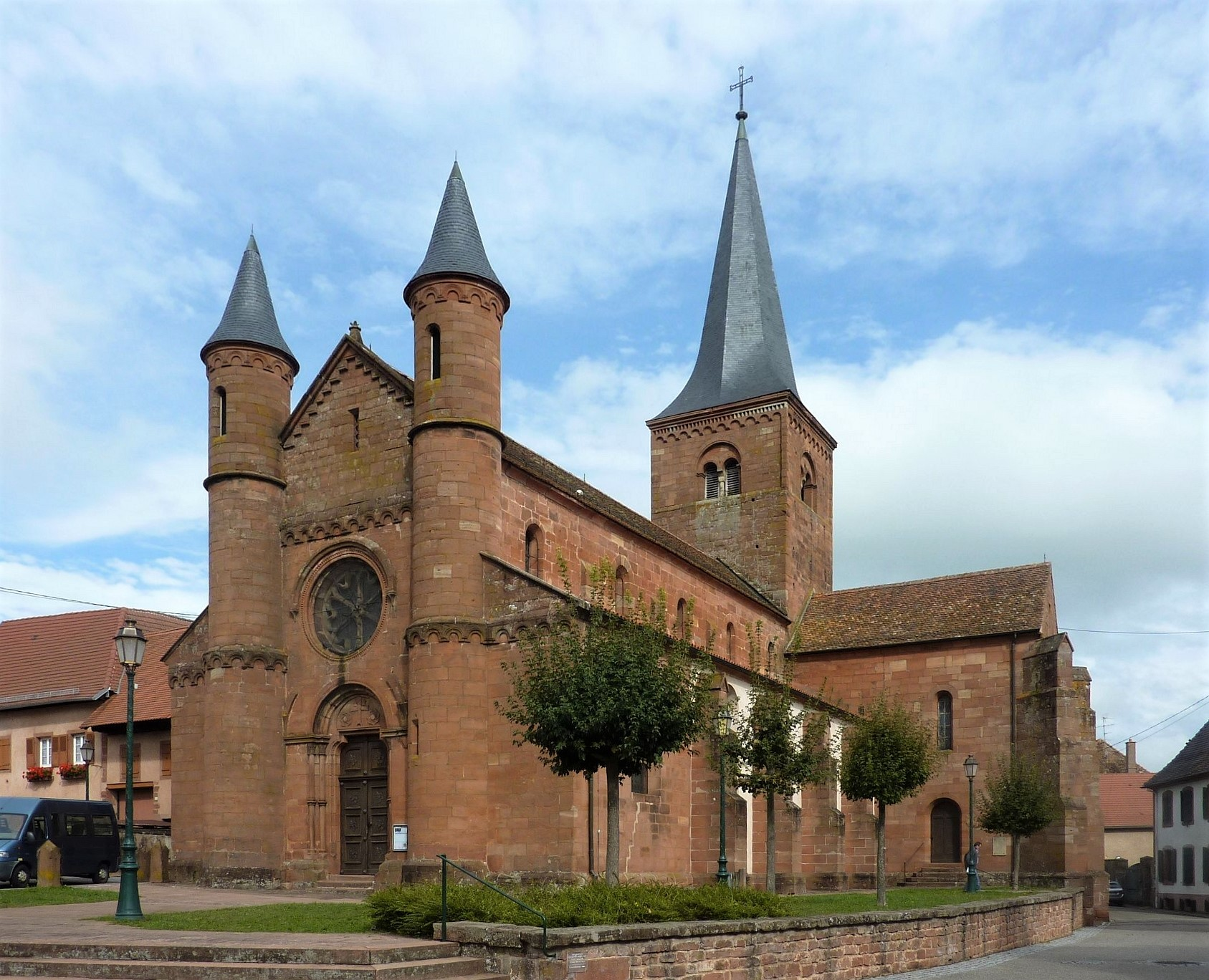
Saint-Adelphe

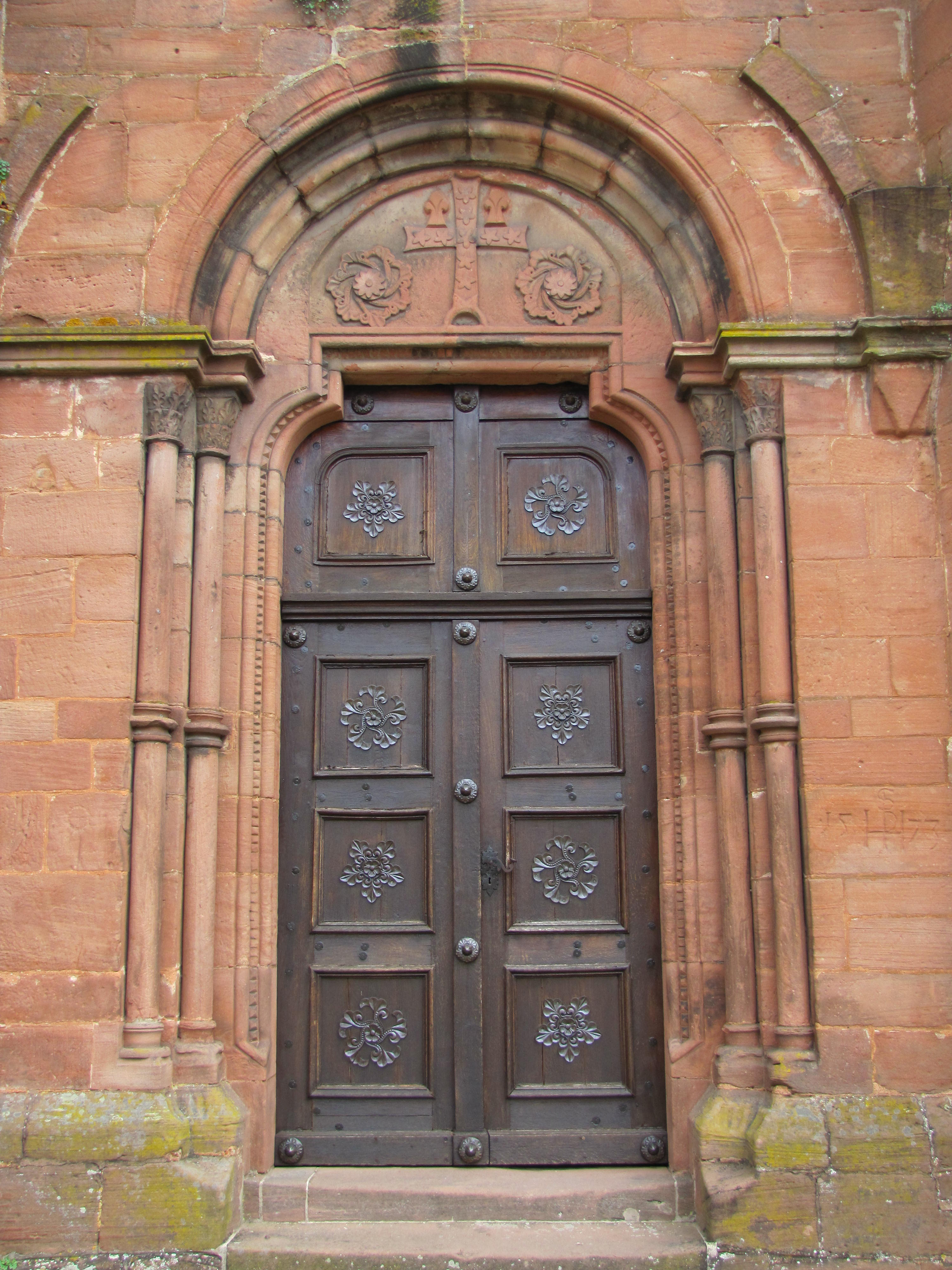
Hauptportal

Saint-Adelphe (deutsch: St. Adelphi) ist ein historisches Kirchengebäude in Neuwiller-lès-Saverne (deutsch: Neuweiler) im französischen Département Bas-Rhin, das heute der örtlichen Protestantischen Kirche Augsburgischen Bekenntnisses von Elsass und Lothringen als Gemeindekirche dient. Das spätromanische Bauwerk steht als Monument historique unter Denkmalschutz.

## Geschichte

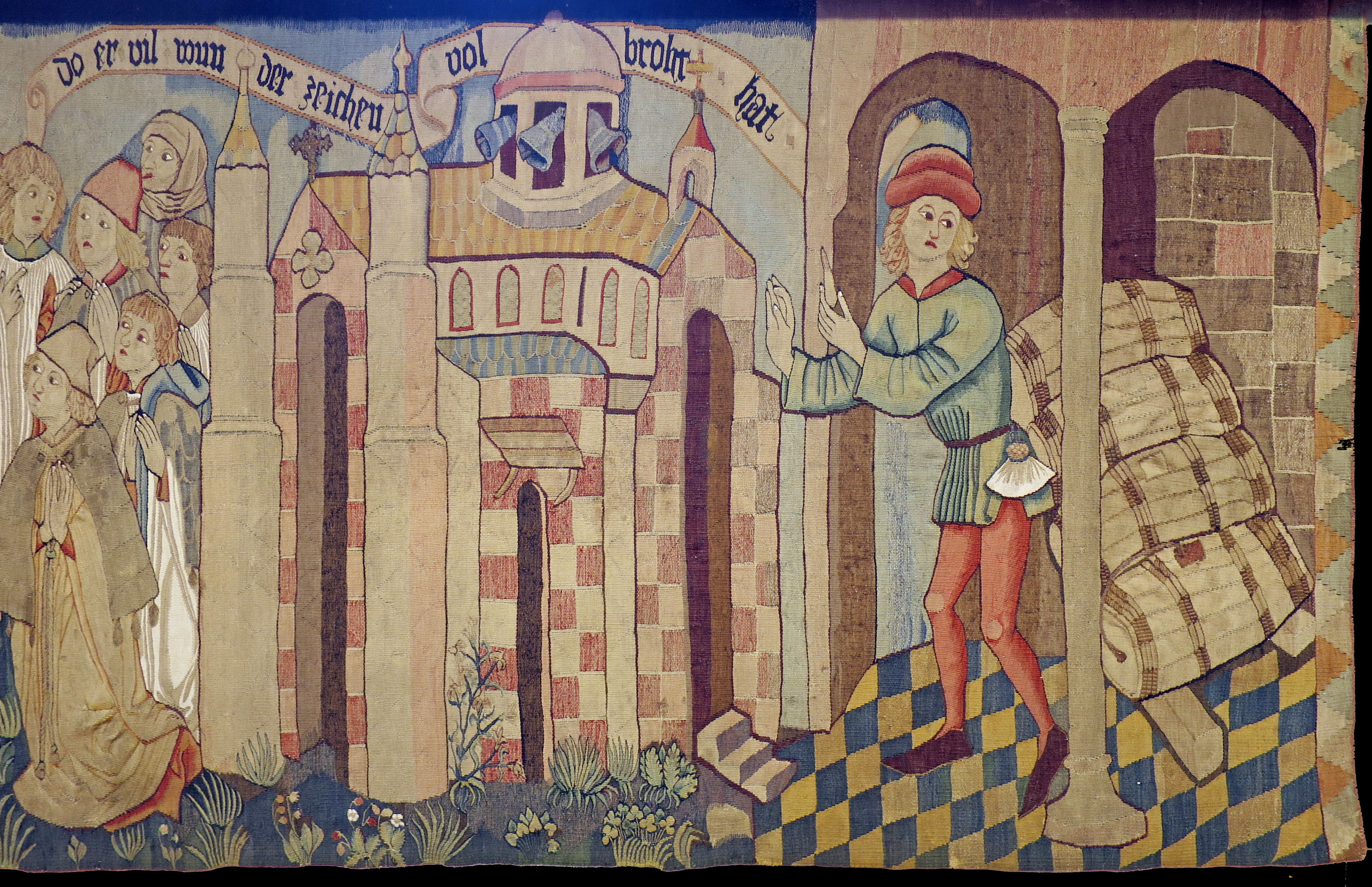
Darstellung der St. Adelphi-Kirche auf den Wandteppichen in der St. Peter und Paul-Kirche in Neuwiller-lès-Saverne, Ende 15. Jahrhundert

### Patrozinium
Die Kirche war dem hl. Adelphus, Bischof von Metz geweiht. Nach seinem Tod wurde er in der Krypta der Abteikirche St. Clemens in Metz bestattet. 826 oder 836 wurden seine Gebeine auf Anweisung des Metzer Bischofs Drogo in die Benediktinerabtei Neuweiler und deren Kirche St. Peter und Paul überführt. Damit wurde Neuweiler ein populäres Pilgerziel.

### Vorgeschichte
Im 12. Jahrhundert wurde der Adelphus-Kult neu organisiert. Der Heilige erhielt in der Nachbarschaft zur Klosterkirche eine eigene Kirche, St. Adelphus. Grund soll gewesen sein, dass die zunehmende Pilgerzahl das klösterliche Leben zu sehr beeinträchtigte und die Wallfahrt so räumlich vom Kloster getrennt werden sollte. Die St. Adelphus-Kirche wurde von einem Stift betreut, das zwar gegenüber dem Kloster selbständig war, aber unter dessen Aufsicht stand. Diese Konstellation führte selbstverständlich zu Konflikten. Eine Urkunde zu einem solchen Konflikt von 1147 ist auch das älteste erhaltene schriftliche Zeugnis zu diesem Stift. Es wird angenommen, dass die ursprüngliche St. Adelphus-Kirche aus der Pfarrkirche des Dorfes Neuweiler hervorging. Dies Kirche stammte aus der Zeit um 1050. Bezeugt ist für 1197, dass die Reliquien in der St. Adelphi-Kirche hinter einer Eisentür verwahrt wurden.
Der Tag der Kirchweihe der St. Adelphus-Kirche war der 15. Mai.

### Stift
Im 14. Jahrhundert gab es acht Kanoniker. 1496, als die Abtei Neuweiler zum Kanoniker-Stift umgewandelt wurde, wurde das Adelphi-Stift dort inkorporiert.

### Ereignisse

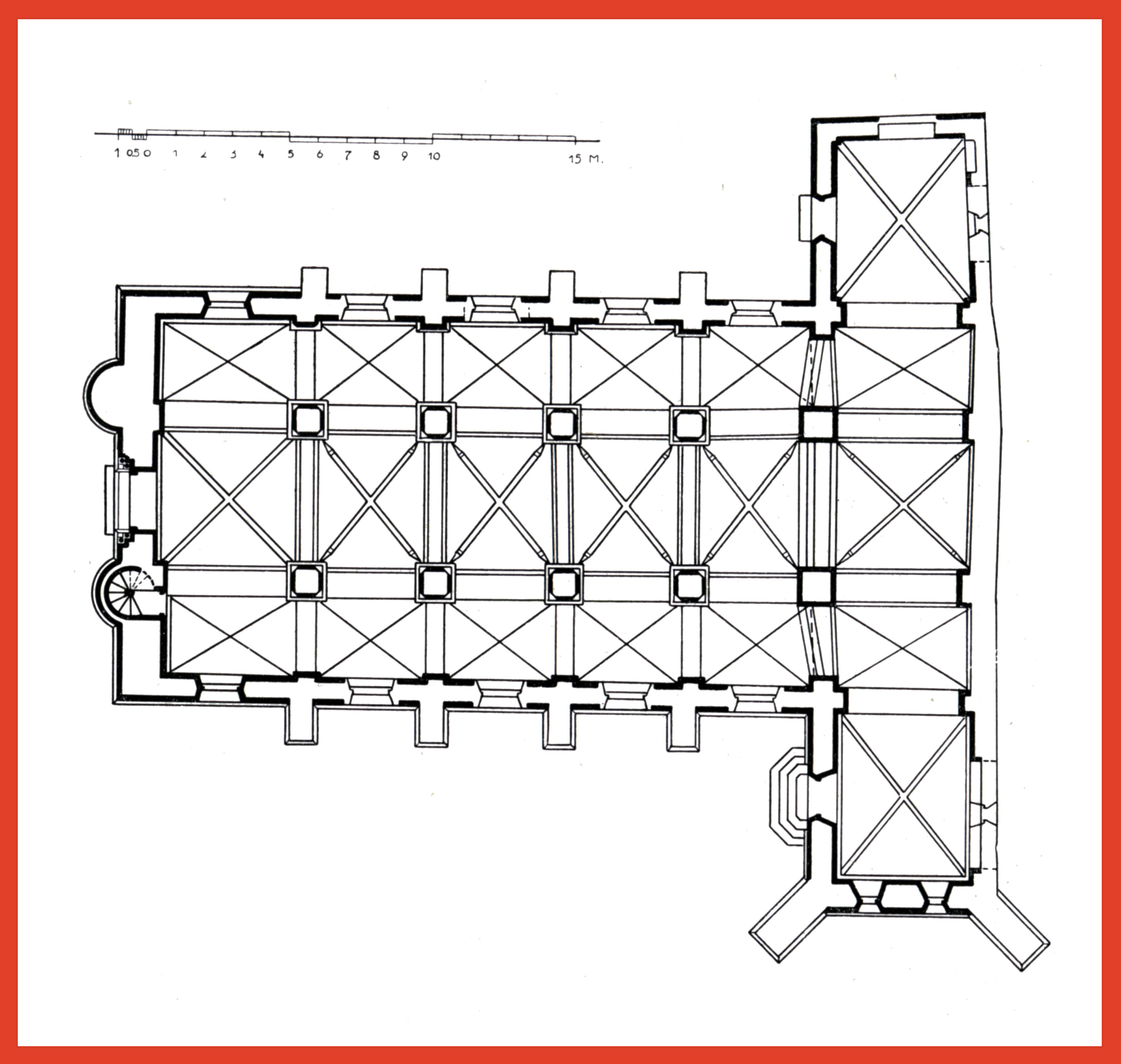
Grundriss des Kirchenrests

Ein angebliches früheres Patrozinium von St. Johannes dem Täufer für die Kirche aus der Zeit, bevor die Adelphus-Reliquien hierher gebracht wurden, beruht auf einem Übertragungsfehler eines Textes im 16. Jahrhundert. Die ehemalige Pfarrkirche wurde Ende des 12. Jahrhunderts für einen Neubau weitgehend abgetragen, der aber die Fundamente des Vorgängerbaus überwiegend wiederverwendete. Auch die Westfassade blieb stehen. Die heute erhaltenen romanischen Teile der Kirche entstanden im Übrigen an der Wende des 12. zum 13. Jahrhundert. Es wird eine Bauzeit zwischen der Mitte des 12. Jahrhunderts und 1235 angenommen, andere datieren sie etwas früher und gehen davon aus, dass die Bauarbeiten um 1200 abgeschlossen waren oder sich von 1190 bis 1225 erstreckten.
Als nachhaltige Förderer der Adelphi-Verehrung und der Kirche in Neuweiler erwies sich die Familie der Herren von Lichtenberg. Die Familie besaß in der Kirche eine eigene Kapelle, wahrscheinlich mit einem Altar des Heiligen Nikolaus.
1431 erhielt die Adelphi-Kirche eine neue Glocke, die „Große Glocke“, auch „Bürgerglocke“, gegossen von Johann Grempp aus Straßburg. Sie hat einen Durchmesser von 1,375 m und wiegt 1700 kg.
Neuweiler gehörte seit Ende des 15. Jahrhunderts zur Grafschaft Hanau-Lichtenberg. Graf Philipp III. von Hanau-Lichtenberg hatte im Landshuter Erbfolgekrieg (1503–1505) auf der Seite der Verlierer gestanden und war von Kaiser Maximilian I. mit der Reichsacht belegt worden. Nach dem Ende des Krieges und dem Friedensschluss 1505 besuchte der Kaiser 1507 die Adelphus-Reliquien und war Gast von Philipp III. und seiner Frau, Markgräfin Sibylle von Baden-Sponheim, in Neuweiler, was auch eine Versöhnungsgeste war. 1516 wiederholte der Kaiser seinen Besuch.
Graf Philipp IV., setzte 1545 – soweit möglich – auf seinem Territorium die lutherische Konfession durch. Anfangs nutzten die Protestanten noch die Kapelle Saint-Grégoire, doch diese wurde bald zu klein. 1562 warf Graf Philipp IV. den römisch-katholischen Pfarrer aus dem Pfarrhaus und setzte einen lutherischen Geistlichen ein. Die Pfarrkirche St. Adelphi wurde so ebenfalls lutherisch. Allerdings blieb die Stellung der Katholiken stark und es kam nach einem Jahr zu einem Kompromiss: Die Kirche wurde in ein Simultaneum umgewandelt: Querhaus und Chor durften fortan die römisch-katholischen Gläubigen für ihre Gottesdienste nutzen, die Lutheraner bekamen das Hauptschiff zugewiesen. Baulich war das allerdings problematisch, weil der römisch-katholische Gebäudeteil nur durch den lutherisch genutzten zu erreichen war. Sainte-Adelphe wurde so eine der ersten Simultankirchen im Elsass. Das dauerte allerdings nur bis in den Dreißigjährigen Krieg als während der Besetzung Neuweilers durch den Feldherrn Peter Ernst II. von Mansfeld oder später unter den Schweden die römisch-katholische Gemeinde der Kirche verwiesen wurde. Erst nach der „Reunion“ mit Frankreich unter Ludwig XIV. mussten die Lutheraner Chor und Querhaus 1683 erneut der römisch-katholischen Gemeinde einräumen. Jetzt grenzte eine Mauer beide Bereiche voneinander ab und der östliche Teil erhielt – im ehemaligen Querhaus – erstmals eigene Zugänge. Die große Bürgerglocke durften beide Konfessionen nutzen, die anderen Glocken waren den Protestanten vorbehalten.
1800 wurde die Funktion der römisch-katholischen Pfarrkirche in die benachbarte, ehemalige Stiftskirche St. Peter und Paul verlagert und die römisch-katholische Gemeinde nutzte Chor und Querhaus nicht mehr. Während der Französischen Revolution wurde die Kirche Eigentum der politischen Gemeinde. Das verwaiste Querhaus der Adelphi-Kirche wurde zum Spritzenhaus und erhielt eine Trennmauer zur gotischen Chorhalle, die ungenutzt blieb und zunehmend verfiel. 1824 verkaufte die politische Gemeinde den Chor auf Abbruch, der dann auch niedergelegt wurde. 1845 bis 1847 wurde die Kirche umfassend saniert. Der damit beauftragte Architekt Aloyse Vincent Maestlé ließ die Trennmauer zwischen Haupt- und Querschiff niederlegen. Außerdem wurde für eine neue Orgel der Firma Stiehr-Mockers eine Empore geschaffen.
1980 bis 1988 wurde die Kirche erneut umfassend saniert.

## Bauwerk

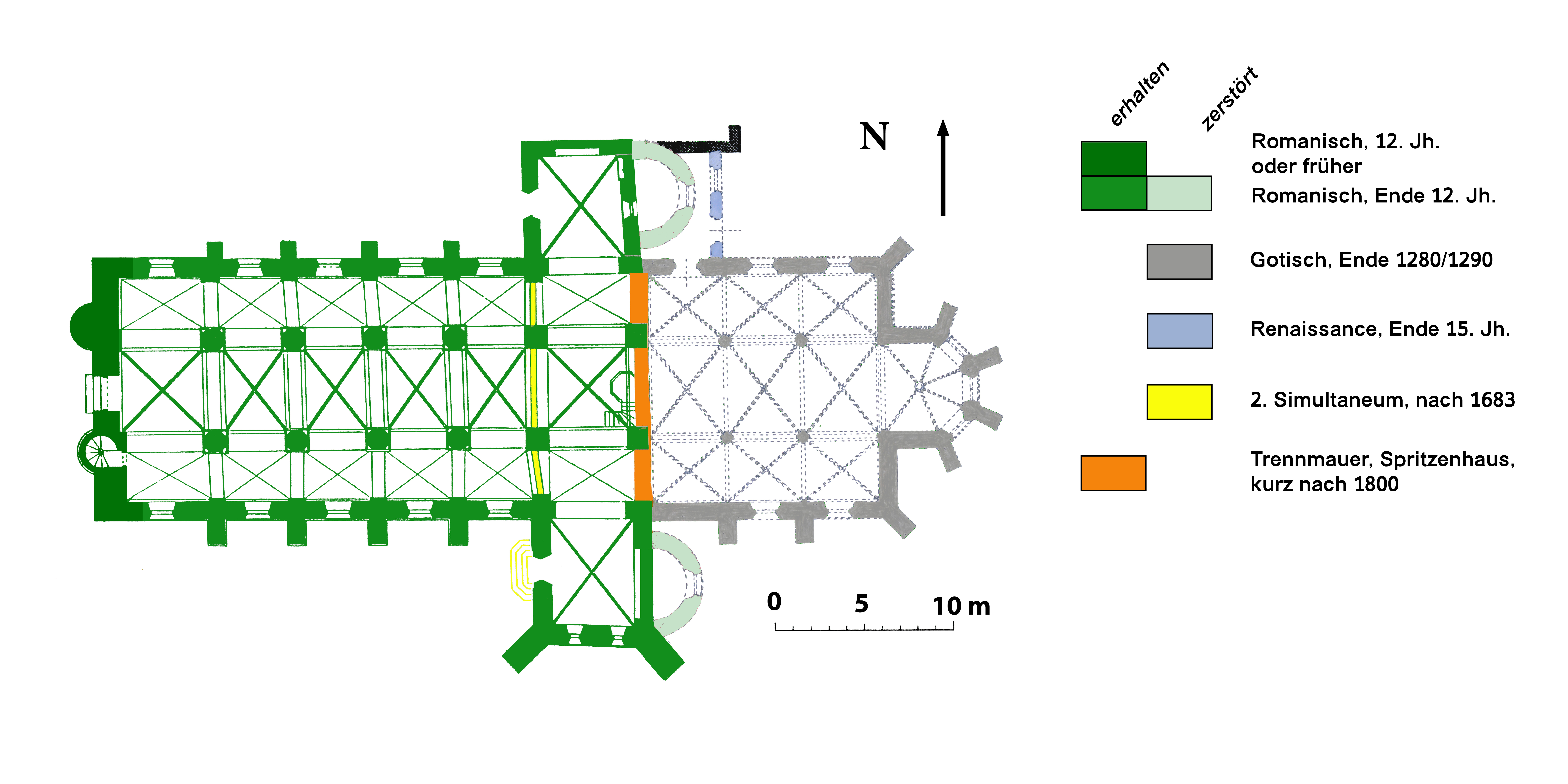
Bauphasenplan

Der Bau der heute noch stehenden Kirche, einer dreischiffigen Pfeilerbasilika wurde Mitte des 12. Jahrhunderts begonnen und steht damit im unmittelbaren Zusammenhang der Verlagerung des Adelphus-Kultes aus der Klosterkirche an diesen neuen Ort. Die Kirche besitzt ein Langhaus mit sechs Jochen und ein Querhaus, das niedriger ist als das Mittelschiff des Langhauses. Als Baumaterial dominiert roter Buntsandstein. Im Inneren schließt die Kirche heute glatt in der Flucht der östlichen Wand des Querhauses. Das Langhaus weist fünf Joche auf, die von Ost nach West zunehmend länger werden. Das an die Vierung anschließende Joch misst 2,70 m, das westlichste 4,45 m. Die kräftige Gewölbestruktur im Inneren wird von Arkaden getragen, die auf oktogonal abgekanteten Pfeilern ruhen. Die Seitenschiffe überspannen einfache Gratgewölbe. Über der Vierung sitzt ein mächtiger Turm mit nahezu quadratischem Grundriss.

### Chor

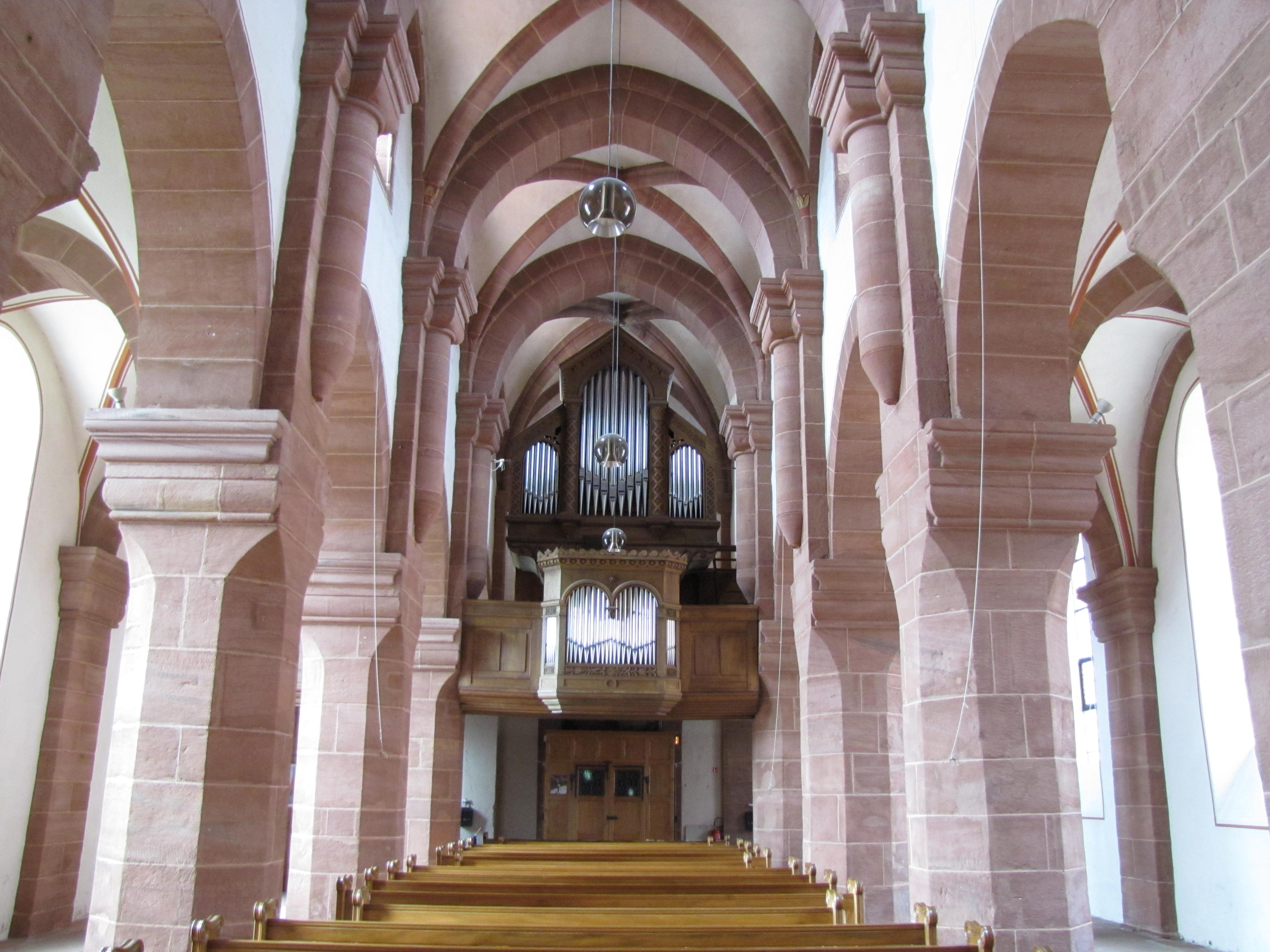
Langhaus mit Orgelempore

Der romanische Chor hatte ursprünglich fünf halbrunde Apsiden, die mittleren drei in Fortsetzung von Mittelschiff und Seitenschiffen des Hauptschiffs und beidseitig je eine zusätzliche als östlicher Abschluss der Querhausarme. Später wurde die nördlichste Apsis abgebrochen und an ihre Stelle eine Sakristei errichtet.
Um 1280/90 wurden auch die mittleren drei Apsiden abgerissen und durch einen dreischiffigen, gotischen Hallenchor zu drei Jochen ersetzt, der die Fluchtlinien der Schiffe des Langhauses übernahm. Dessen mittlerem Schiff wiederum war ein Chor mit einem Fünfachtelschluss vorgesetzt. Hier befand sich auch das Adelphigrab, das vor dem Abbruch des Chores in die St. Peter und Paul-Kirche geborgen und dort heute am Westende des Südschiffes eingebaut ist.
Von diesem ehemaligen Chor sind heute, nach dem Abriss der Ruine 1824, nur noch wenige Reste erkennbar.

### Vierung
Die Vierung und die an allen Seiten anschließenden Joche sind die älteste heute noch erhaltene Bausubstanz aus der ersten Bauphase der Kirche in der Mitte des 12. Jahrhunderts. Um 1190 kam es zu einer Bauunterbrechung aufgrund kriegerischer Ereignisse und einer Planänderung, die auf eine größere Höhe der Anlage zielte.

### Querhaus

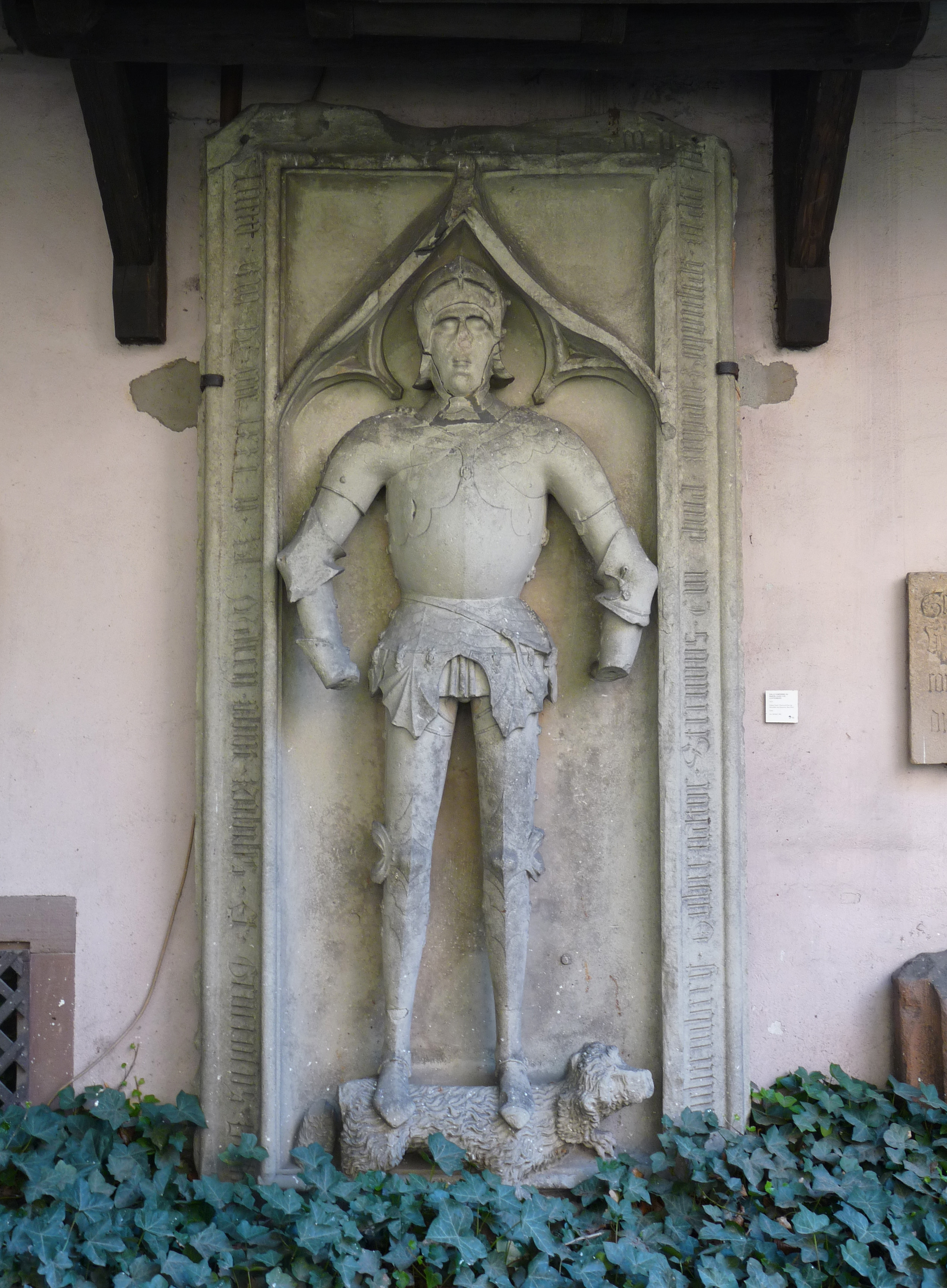
Grabmonument von Ludwig V. von Lichtenberg im Musée de l'Œuvre Notre-Dame

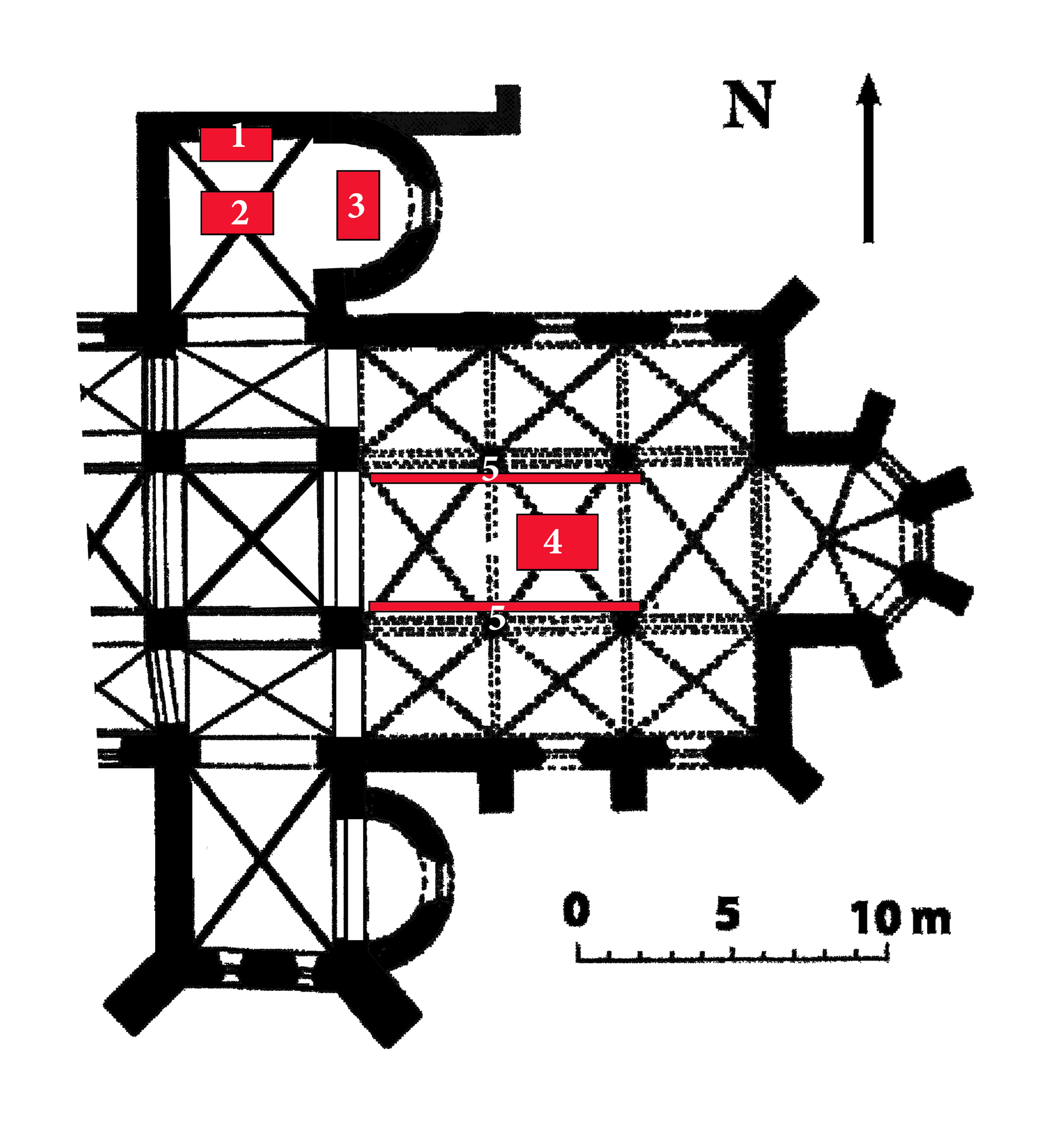
Memoria in der Kirche St. Adelphe, Neuweiler
1) Heiliges Grab
2) Grabmal von Ludwig V.
3) Nikolaus-Altar
4) Adelphi-Grab
5) Adelphus-Teppiche

Das Querhaus ist mit 26,5 m länger als das Hauptschiff mit 23 m. Im nördlichen Querhaus befanden sich überwiegend die Bestattungen der Herren von Lichtenberg und ihrer Nachfolger, der Grafen von Hanau-Lichtenberg.
Ende des 15. und Anfang des 16. Jahrhunderts diente das Querhaus auch als Begräbnisstätte für Mitglieder der regierenden Familie. Hier bestattet wurden:
- Ludwig V. von Lichtenberg (1417–1471). Sein beeindruckendes Grabmonument nahm das äußere Joch des nördlichen Querhausarmes ein.
- Reinhard von Hanau-Lichtenberg (1494–1537), Kanoniker im Erzbistum Straßburg
- Eleonore von Fürstenberg (1523–1544), Ehefrau von Graf Philipp IV. von Hanau-Lichtenberg
- Amalie (1490–1552), Tochter von Graf Philipp II. von Hanau-Lichtenberg
- Ludwig von Hanau-Lichtenberg (1487–1553), Richter am Reichskammergericht[Anm. 3]
- Erbgraf Philipp von Hanau-Lichtenberg (1565–1572), Sohn von Graf Philipp V.
- Albrecht von Hanau-Lichtenberg (1566–1577), Sohn von Graf Philipp V.
- Philipp von Hanau-Lichtenberg (1579–1580), zweiter Sohn dieses Namens von Graf Philipp V.
- Juliane von Hanau-Lichtenberg (1573–1582), Tochter von Graf Philipp V.
- Reinhard (* 21. Januar 1589; † 7. Februar 1589), Sohn von Graf Philipp V.[Anm. 4]
- Graf Philipp IV. von Hanau-Lichtenberg (1514–1590)

Das Grabmonument Ludwig V. von Lichtenberg befand sich im äußeren Joch des nördlichen Querhaus-Flügels. Es bestand mindestens aus
- dem Hochgrab selbst, das in der Mitte des Joches platziert und auf den Altar in der nördlichen Nebenapsis des nördlichen Querhausflügels ausgerichtet war. Das Hochgrab deckte eine Grabplatte, die Ludwig V. als gerüsteten Ritter nahezu vollplastisch darstellt. Die Platte wurde 1822 in die benachbarte St. Peter und Paul-Kirche transloziert, um 1850 in die Stadtmauer von Neuweiler eingelassen und 1910 an das Musée de l'Œuvre Notre-Dame in Straßburg verkauft, wo sie seit 1939 ausgestellt ist.[35]
- dem Heiligen Grab, das inschriftlich auf 1478 datiert und das Meistermonogramm „VS“ trägt.[Anm. 5] Es stand an der nördlichen Stirnwand des Nordquerschiffs, um zwei oder drei Stufen erhöht.[36][Anm. 6] Die Wandnische ist erhalten. Auch das Heilige Grab wurde 1822 in die benachbarte St. Peter und Paul-Kirche transloziert, wo es noch heute optisch den östlichen Abschluss des nördlichen Seitenschiffs bildet. Dabei erlitt es aber Beschädigungen, weil es in der Größe seinem neuen Standort angepasst wurde: Der rechte Pfeiler und dessen Prophetenfigur wurden entfernt.[37]
- Vermutlich ebenfalls zu diesem Ensemble gehören zwei Buntglasfenster, die heute im Badischen Landesmuseum Karlsruhe[Anm. 7] aufbewahrt werden. Vier auf einem der Fenster gezeigte Stifterfiguren werden als Ludwig V., sein Bruder, Jakob von Lichtenberg, seine Tochter Anna und deren Mann, Graf Philipp I. von Hanau, identifiziert.[38]

Tumba Ludwig V. und Heiliges Grab waren im Nordquerschiff hintereinander aufgestellt und wiesen die gleiche Breite auf. Die Figur Ludwig V. (ohne Helm) und der Corpus Christi sind gleich groß. Für betrachtende mit Blick aus der Vierung lag Ludwig V. damit optisch ebenfalls unter dem Baldachin des Heiligen Grabes.
Unter dem südlichen Arm des Querhauses liegt ein überwölbter Kellerraum, der nur von außen zugänglich ist und als Ossarium des an der Kirche gelegenen Friedhofs diente. Beim Einbau einer Heizung 1909 wurde er ausgeräumt und diese dort installiert.

### Westfassade
Die Westfassade stammt noch von dem Vorgängergebäude, der Pfarrkirche, die um 1050 entstand. Sie wird durch ein Giebelportal und dadurch betont, dass das Mittelschiff über die Seitenschiffe hinausragt. Zwei in die Fassade geschobene Rundtürme flankieren diesen Risalit. Über dem Eingang sitzt eine Fensterrose. Bogenfriese schmücken das Äußere der Kirche.

### Ausstattung

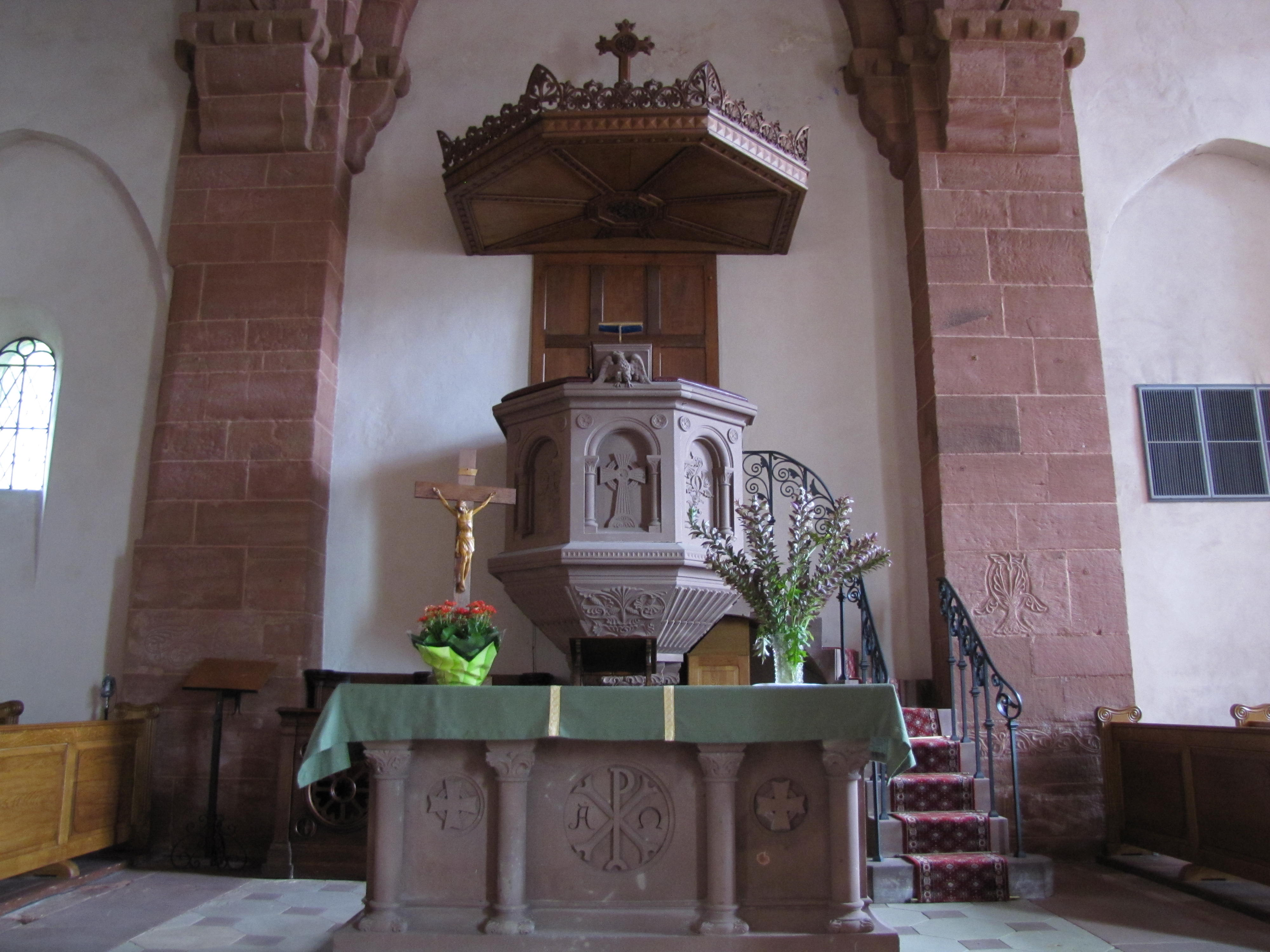
Altar und Kanzel in der Vierung

Die Kanzel (von 1889) ist an der östlichen Abschlusswand, die den Durchgang zur ehemaligen Chorwand verschließt, zentral hinter dem Altar angebracht.

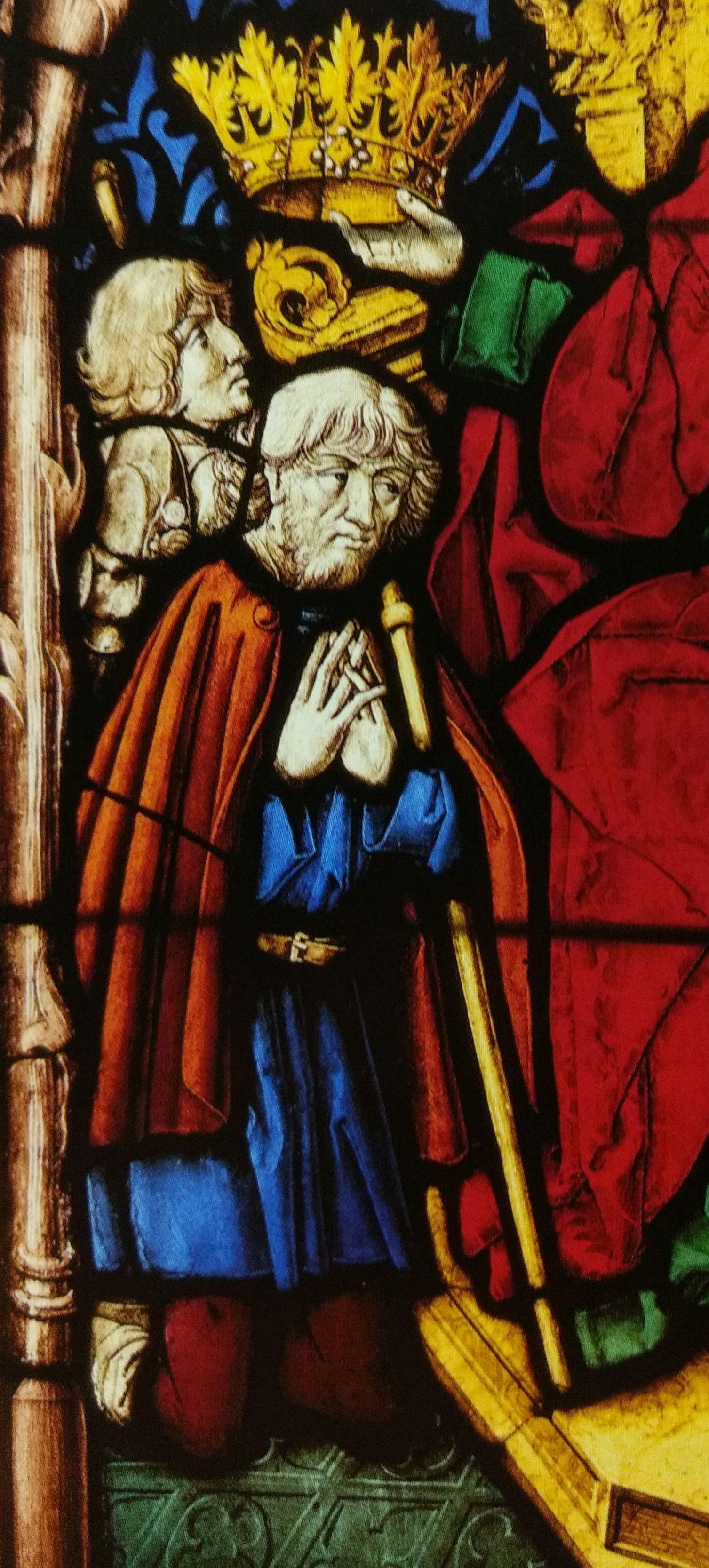
Glasmalerei aus der Adelphi-Kirche um 1490 (Ausschnitt). Der bärtige Pilger ist wohl Jakob von Lichtenberg, dahinter Graf Philipp I. von Hanau.

Die Orgel stammt von den Orgelbauern Stiehr und Mockers und wurde 1850 installiert. Zwischen 1888 und 1952 wurde das Instrument mehrfach erweitert und umgebaut. 1985 restaurierte der Straßburger Orgelbauer Gaston Kern die Orgel umfassend. Seither verfügt das Instrument über 26 Register auf zwei Manualen und Pedal.

## Wissenswert
Eine Liste der Pfarrer, die seit 1562 an der Kirche wirkten, ist bei Frantz abgedruckt.